# Dianthus ruprechtii
Dianthus ruprechtii là loài thực vật có hoa thuộc họ Cẩm chướng. Loài này được Schischk. ex Grossh. mô tả khoa học đầu tiên năm 1930.